# Rei Saito
Rei Saito (斉藤レイ Saito Rei?) (Tochigi, Japón; 9 de octubre de 1966) cuyo nombre real es Reiko Saito (斉藤 礼子 Saito Reiko?) es una actriz y actriz de doblaje japonesa, originaria de la compañía de teatro Tokyo Kid Brothers. Ha pertenecido a Love Live en el pasado y ahora pertenece a Lady Bird. Es conocida por su rol de la villana Duquesa Org TsueTsue en la serie Super Sentai Hyakujū Sentai Gaoranger que se emitió desde el 18 de febrero de 2001 al 10 de febrero de 2002.
En su debut estuvo activo bajo el nombre artístico de Reiko Saito.

## Biografía
Se unió a la NHK Children's Theatre Company por recomendación de su escuela cuando estaba en el quinto grado de primaria. Dice que estaba tan loca por el teatro que solo pensaba en ello cuando estaba en la secundaria. Posteriormente, se unió a Tokyo Kid Brothers y continuó sus actividades teatrales centradas en producciones musicales, ampliando luego su campo de actividad a la televisión y el cine.
En la televisión en el 2001, interpretó a la enemiga, la Duquesa Tsuetsue en la serie de Super Sentai Hyakujuu Sentai Gaoranger. Después del final de la serie, lanzó un registro de la foto de su cuerpo.
También está activa como actriz de doblaje, interpretando el papel de Jody en el anime Kameari Koenmae Hakkosho, Katsushika Ward. Además, ha ido ampliando su rango de expresión a diario, como ingresar a la escuela de danza japonesa (danza superior) llamada Umemotoryu (Natori) y asistir a cursos de ballet.
El nombre correcto es Reiko Saito, pero a menudo se confunde con Rei Saito.

## Filmografía

### Televisión
- Detective Aristocrat (30 de noviembre de 1990): En nombre de Reiko Saito (episodio 23)
- Last Friend (1993): Reiko Saito
- Saturday wide theater
  - Challenge the mystery of" Osamu Dazai "that the murderer's wife-in-law who disappeared at Cape Tappi knows! Where is" Kaze no Eki "in Tsugaru? Fushin Onsen (21 de junio de 1997)
- Hyakujū Sentai Gaoranger (2001-2002): Duquesa Org TsueTsue (デュークオルグ ツエツエ Dūku Orugu Tsuetsue?)[1]
- Lone Wolf and Cub Episode 1 "Uncut Things, Bonds of Father and Son!" (14 de octubre de 2002): El papel de mil personas
- Mito Komon Part 32 (11 de agosto de 2003): El papel de Otatsu (episodio 3)
- Wednesday Mystery 9
  - Inspector Hazuki Shinomiya talks about the corpse 5 (2004): Mie Muraoka
- Woman, love and mystery Inokuma couple's resident diary (2)
  - Is the corpse of the skeleton of the cave my son? Suspicion of disappearance eight years ago revealed by a landscape painting of the blue sea in my hometown (23 de marzo de 2005)
- Love Judge 2 (28 de diciembre de 2004)[2]
- Saturday wide theater Taxi driver's reasoning diary (21)
  - Woman fortune-telling! Tokyo-Hida Takayama The murderous intentions of two mothers crossed !? (8 de octubre de 2005): Mayumi Ishiguro[2]
- Primadam (2006): Aiko Masaki
- Drama 24 The Embalmer (manga) (5 de octubre de 2007): Profesora de ballet (episodio 1)
- Theater of love Song of love! (7 de noviembre de 2007): El papel de maestra de pintura de Kaede (episodio 8)
- Friday Prestige
  - "Misa Yamamura 13th Anniversary Memorial New Gion Geiko Series (3) Kyoto Bride Costume Murder Case" (8 de febrero de 2008): Ayako Nogami
- Challenge letter from Detective X! Season3 "Biscuits" (28 de abril de 2011): Yuko Sekiya
- Monday Golden
  - Totsugawa Police Department Series (46) Limited Express "Kusatsu" Murder Labyrinth (9 de enero de 2012): Yayoi Ichihara
- Ataru (TV series) (22 de abril de 2012): Masumoto Saegusa (episodio 2)
- Aibo season13 (4 de febrero de 2015): Tashiro Noe (episodio 14 "Thistle")
- Yamajo Diary - Women Aim for the Top - (2016): Misae Hamura
- Drama Special Prosecutor's Honpo (3 de diciembre de 2016): Kuzumaki Yoshie
- Keishicho Sosaichi, Chief of Investigation (2017): Shoko Mizuno

### Televisión animada
- This is Katsushika Ward Kameari Koenmae Police Station: Jody, Bakuryu, Karen[3]
- Bikkuriman 2000: El papel de Stray Hat Archers
- Medabots Soul: Fancy Roll